# Merzario
 Merzario  va ser un equip de cotxes de competició italià fundat pel pilot Arturo Merzario que va arribar a disputar curses a la Fórmula 1.
Va debutar a la primera cursa de la temporada 1978, al GP de l'Argentina. L'equip va prendre part en 2 temporades diferents (1978 - 1979) disputant un total de 31 Grans Premis (amb 32 monoplaces) no aconseguint finalitzar cap cursa i no assolint cap punt pel campionat del món de constructors.

## Resultats a la Fórmula 1
| Any  | Pilot           | 1       | 2       | 3       | 4         | 5       | 6       | 7       | 8       | 9       | 10      | 11      | 12      | 13      | 14      | 15      | 16      | 17 | Posició | Punts |
| ---- | --------------- | ------- | ------- | ------- | --------- | ------- | ------- | ------- | ------- | ------- | ------- | ------- | ------- | ------- | ------- | ------- | ------- | -- | ------- | ----- |
| 1978 | Arturo Merzario | ARG Ret | BRA NVQ | SUD Ret | O.USA Ret | MON NVQ | BEL NVQ | ESP NVQ | SUE NC  | FRA NVQ | GBR Ret | ALE NVQ | AUT NVQ | HOL Ret | ITA Ret | USA Ret | CAN NVQ |    | -       | 0     |
| 1979 | Arturo Merzario | ARG Ret | BRA NVQ | SUD NVQ | O.USA Ret | ESP NVQ | BEL NVQ | MON     | FRA NVQ | GBR NVQ | ALE NVQ | AUT NVQ | HOL NVQ | ITA NVQ | CAN NVQ | USA NVQ |         |    | -       | 0     |

## Resum
| Curses: | Victòries: | Pòdiums: | Poles: | Voltes ràpides: | Punts: |
| ------- | ---------- | -------- | ------ | --------------- | ------ |
| 31      | 0          | 0        | 0      | 0               | 0      |